# Роберт III (граф Вормський)
Роберт III (Robert або Rutpert; 800-834) — франкський аристократ, граф Вормський і Райнгау. Вважається одним зі засновників династії Робертинів. За низкою теорій, його сином був Роберт Сильний.

## Життєпис
Роберт походив зі шляхетного франкського роду й був сином Роберта II, графа Оберрейнгау та Вормсу.
Його двоюрідною сестрою була Ерменгарда, дружина франкського імператора Людовіка І Благочестивого. Його двоюрідний брат Хродоганг був архієпископом Мецу і абатом абатства Лорш. Відомо також, що граф Роберт користувався прихильністю франкського імператора Людовіка I. Вперше у джерелах він згадується у 812 році, коли знаходився в імператорському палаці в Ахені. Після 816 року архієпископ Реймса Еббон отримав від імператора листа, в якому просить забезпечити церковний захист і підтримку за допомогою графа Роберта. Надалі архієпископи Реймса отримували від графів Вормсгау підтримку, коли намагалися зберегти свої володіння «області Ремігісланд».
У 825 року імператор призначив Роберта разом із Майнцским архієпископом Хайстульф імператорським посланцем.
Роберт був одружений з Вільтрудою, донькою графа Орлеану Адріана. 